# Remigius Kleesatel
Remigius Kleesatel (* 1717 in Böhmenkirch; † 22. Juli 1783 in Oberried (Breisgau)) war ein deutscher Benediktinermönch, Schriftsteller und Komponist.
Er wirkte u. a. im Kloster St. Blasien. Dort war er als Lehrer an der Klosterschule und ab 1757 als Archivar tätig.
Kleesatel schrieb Gedichte, Theaterstücke und komponierte geistliche Musik.
1768 verließ er das Kloster St. Blasien und wirkte zunächst in Sion, später in Oberried bei Freiburg.
Das Offertorium „Illuminare Jerusalem“ ist auf der CD „Festliche Musik aus Südwestdeutschen Benediktinerklöstern“ des Labels „Ars Musici“ erschienen. Es stammt aus einer Folge von 24 Offertorien, die Kleesatel gemeinsam mit Fürstabt Martin Gerbert schuf. Das dem Weihnachtsfest gewidmete Werk erfordert Vokalstimmen (Chor und Solisten), Streicher, Orgel und 2 Trompeten oder Hörner.
| Personendaten    | Personendaten                                             |
| ---------------- | --------------------------------------------------------- |
| NAME             | Kleesatel, Remigius                                       |
| KURZBESCHREIBUNG | deutscher Benediktinermönch, Schriftsteller und Komponist |
| GEBURTSDATUM     | 1717                                                      |
| GEBURTSORT       | Böhmenkirch                                               |
| STERBEDATUM      | 22. Juli 1783                                             |
| STERBEORT        | Oberried (Breisgau)                                       |